# Teatrul Moldavia din Buzău
Teatrul Moldavia a fost un teatru care a funcționat în orașul Buzău, România, fiind deschis în 1898.
Acesta avea o sală cu 400 de locuri și avea rang de nivel național, fiind un loc în care au ținut reprezentații artiști precum:  actorul Constantin Nottara, muzicianul George Enescu și tenorul Nae Leonard.
Biografia lui Nae Leonard consemnează că artistul a debutat la vârsta de 7 ani pe scena teatrului Moldavia.